# Pseudocorixa
Pseudocorixa is een geslacht van wantsen uit de familie van de Corixidae (Duikerwantsen). Het geslacht werd voor het eerst wetenschappelijk beschreven door Jaczewski in 1931.

## Soorten
Het genus bevat de volgende soorten:

- Pseudocorixa beameri (Hungerford, 1928)
- Pseudocorixa guatemalensis (Champion, 1901)